# Penny Mordaunt
Penelope Mary Mordaunt, detta Penny (Torquay, 4 marzo 1973), è una politica britannica, dal 6 settembre 2022 al 5 luglio 2024 Leader della Camera dei comuni e Lord presidente del Consiglio. Esponente del Partito Conservatore, ha fatto parte della Camera dei Comuni per il collegio di Portsmouth North dal 2010 al 2024 ed è stata più volte ministra.
Nel 2022 si è candidata due volte per la leadership del Partito conservatore, la prima volta nel periodo luglio-settembre e poi nell'ottobre successivo, perdendo rispettivamente contro Liz Truss e Rishi Sunak.

## Biografia
Mordaunt, nata nel 1973 a Torquay, nel Devon, e di origini irlandesi è figlia di un ex paracadutista, John Mordaunt, che prestò servizio nel reggimento paracadutisti prima di riqualificarsi come insegnante e successivamente come operatore giovanile per l'Hampshire County Council e di Jennifer (nata Snowden), insegnante. Attraverso sua madre è una parente di Philip Snowden, Cancelliere dello Scacchiere. L'attrice Angela Lansbury era la cugina di sua nonna, ed è quindi lontanamente imparentata con l'ex leader laburista George Lansbury.
Ha studiato alla Oaklands Roman Catholic School di Waterlooville, nell'Hampshire, ha studiato anche recitazione alla Victoryland Theatre School. Mordaunt aveva 15 anni quando sua madre morì di cancro al seno e, dopo aver lasciato la scuola, si occupò di suo fratello minore Edward. L'anno successivo anche a suo padre fu diagnosticato un cancro, dal quale si riprese. Per mantenersi all'università, Mordaunt ha lavorato in una fabbrica Johnson & Johnson, è diventata anche assistente di un mago. In seguito Mordaunt ha attribuito il suo interesse per la politica alle sue esperienze mentre lavorava, all'indomani della rivoluzione del 1989, negli ospedali e negli orfanotrofi della Romania.
Ha studiato filosofia all'Università di Reading, laureandosi nel 1995 con lode. È stata il primo membro della sua famiglia a frequentare l'università. Mordaunt era attiva anche nella politica studentesca e prestò servizio come presidente della Reading University Students' Union.
In occasione dell'incoronazione di re Carlo III, ha portato la Spada di Stato e la Spada dell'Offerta, prima volta per una donna. La spada di Stato è il simbolo dell'autorità reale, formata da una lama d'acciaio, con un'elsa dorata, ha il fodero ricoperto di velluto.

## Carriera politica
Membro del partito conservatore, è stata eletta nel collegio di Portsmouth Nord dal 2010. È stata, nel governo di Cameron, sottosegretario di Stato parlamentare presso il Dipartimento per le comunità e il governo locale (2014-2015) per poi essere nominata Ministro di Stato per le forze armate presso il Ministero della difesa nel maggio 2015, prima donna a ricoprire tale incarico.

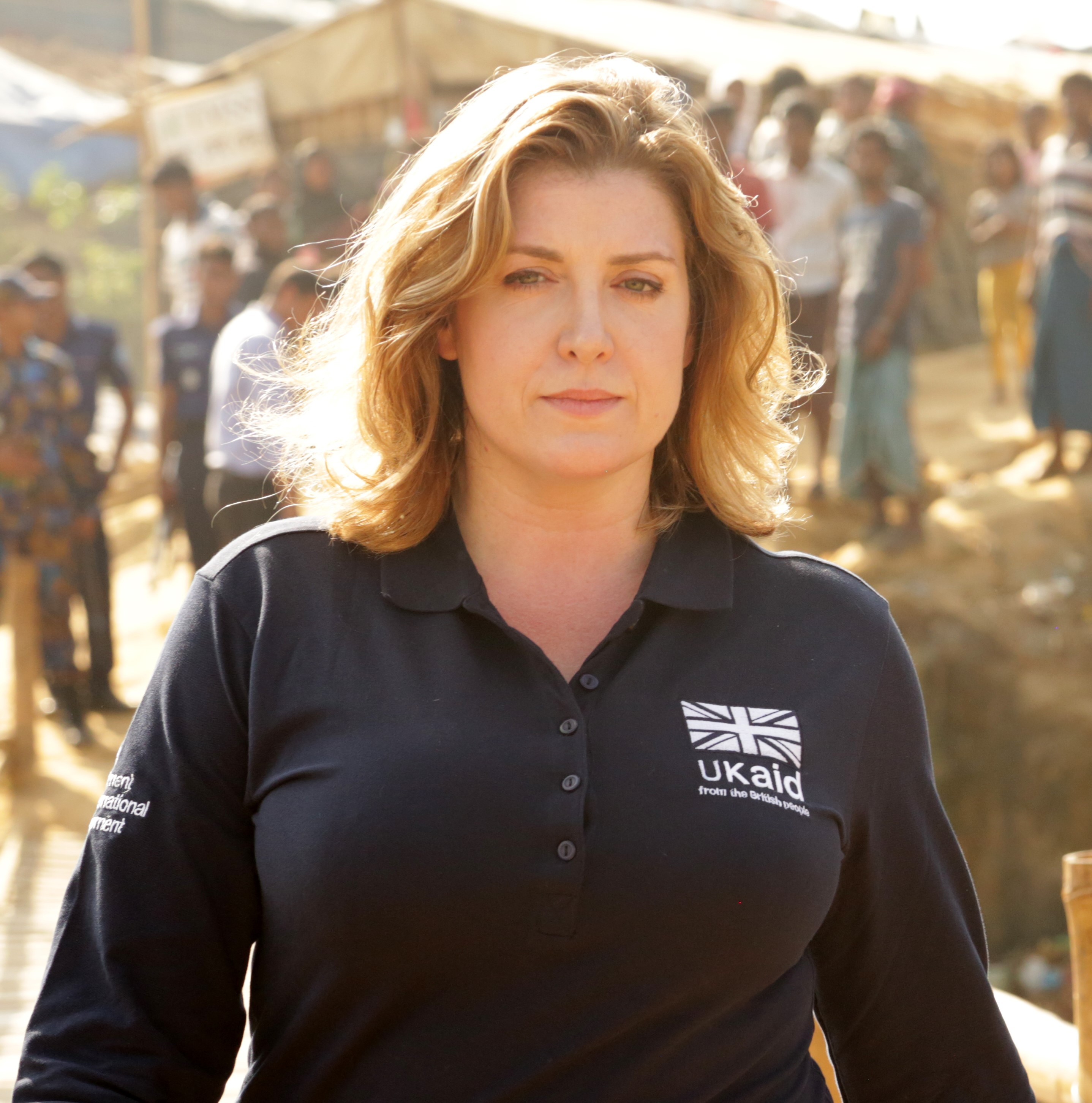
Penny Mordaunt in visita al campo dei rifugiati di Kutupalong, nel Bangladesh (2017)

A partire da luglio 2016 è stata Ministro di Stato per i disabili presso il Dipartimento per il lavoro e le pensioni. Nel novembre 2017, in seguito alle dimissioni di Priti Patel è stata nominata Segretario di Stato per lo sviluppo internazionale ruolo che ha ricoperto fino al 1 maggio 2019. È stata Ministro delle donne e delle pari opportunità dal 2018 al 2019
Nel maggio 2019 è stata nominata Segretario di Stato per la difesa del Regno Unito dopo che Gavin Williamson è stato licenziato dal Primo Ministro Theresa May a seguito di una fuga di informazioni altamente riservate dal Consiglio di sicurezza nazionale. Il 24 luglio 2019 ha lasciato il Ministero della Difesa e anche quello delle donne e delle pari opportunità, annunciando le dimissioni via twitter.
È stata nominata ministro di Stato per le politiche commerciali nel rimpasto di governo del 2021. Attualmente è l'unica donna parlamentare ad essere riservista della Royal Navy.

## Vita privata
Ha incontrato e sposato Paul Murray nel 1999, quando erano entrambi studenti alla Reading University, ma il matrimonio è finito con il divorzio l'anno successivo. In seguito ha avuto una lunga relazione con Ian Lyon, un cantante classico.
Mordaunt è un Royal Naval Reservist, che presta servizio come sottotenente ad interim presso l'HMS King Alfred a Whale Island. Eletta Fellow della Royal Society of Arts, è membro della British Astronomical Association e dal 2013 è stata presidente del Wymering Manor Trust.
Ha un fratello gemello, James, apertamente gay.